# أل ويد
أل ويد هو مزارع الكروم وسياسي أمريكي، ولد في 23 مايو 1942 في نيويورك في الولايات المتحدة. نشط حزبياً في الحزب الديمقراطي.

## وصلات خارجية
- الموقع الرسمي